# Lignières-Châtelain

Lignières-Châtelain este o comună în departamentul Somme, Franța. În 1 ianuarie 2022 avea o populație de 344 de locuitori.